# Les Coups de la vie
Les Coups de la vie est une série télévisée ivoirienne créée et réalisée par Alain Guikou et coproduite par Franck Vlehi avec Lully Grace Production et A+, diffusée depuis 2019. Avec 4 saisons, il s'agit d'une adaptation de recueil de nouvelles de l’écrivaine Anzata Ouattara.

## Synopsis
Les personnages racontent leurs histoires, leurs mésaventures qui ont changé le cours de leur vie. A chaque épisode une nouvelle histoire qui se termine par la question « A ma place, qu’auriez-vous fait ? ». « Les coups de la vie » explore les réalités de la vie quotidienne. Entre trahison, amour, coup de cœur, coup de foudre et coup de chance,.

## Fiche technique
- Titre original : Les Coups de la vie
- Réalisateur : Alain Guikou[4]
- Producteur : Franck Vlehi
- Format : Couleur
- Saison : 3
- Episodes : 380[5]
- Genre : Drame
- Pays d'origine : Côte d'Ivoire[3]
- Langue originale : français
- Date de diffusion : A+ Ivoire sur canal+, Côte d'Ivoire, 4 novembre 2019[6]

## Distribution
- Frank Vléhi
- Marie Josée Néné
- Éphraïm Oka
- Marie Paule Adjé[7]
- Stéphane Zabavy
- Ange Éric N'guessan
- Salimata Kamate
- Guy Kalou
- Yasmine Reda[8]
- Ray Reboul
- Mahoula Kane
- Aldina Salso : fantôme
- Malick Diop : Malick
- Modou Diagne : oncle Diagne
- Ibrahima NDour : Pape NDour
- Ndiaba Thiam : Néné
- Yakhara Ndiaye : Yakhara
- Fatou Mané : Mimy